# Липопротеини ниске густине
Липопротеини ниске густине (ЛДЛ од енгл. Low density lipoprotein - LDL)  једна су од пет главних група липопротеина које транспортују све молекуле масти у телу и у ванћелијској течности. ЛДЛ спада у најатерогенију класу липопротеина у крви, која се формира од липопротеина веома ниске густине (ВЛДЛ) током липолизе. ЛДЛ честица садржи један молекул аполипопротеина Б-100 (апоБ-100) као протеинску компоненту која стабилизује структуру честице и представља лиганд за ЛДЛ- рецептор (ЛДЛ-Р). Величине ЛДЛ се крећу од 18 до 26 нм.  
ЛДЛ преноси холестерол, триглицериде, каротеноиде, витамин Е и неке друге липофилне компоненте по телу. Ови липопротеини су један од главних носилаца холестерола у крви. Како њихов повећани ниво може изазвати масне наслаге (плакове) у зидовима крвних судова (обично у артеријама ), они се називају и „лошим“ нискомолекуларним липопротеинима или „лошим холестеролом“ због њихове повезаности са ризиком од атеросклерозе (процеса у коме се ЛДЛ оксидује унутар зидова артерија).  

## Основне информације
Липопротеини преносе липиде (масти ) по телу и екстрацелуларној течности, чинећи масти доступним телесним ћелијама за ендоцитозу посредовану рецепторима.  Липопротеини су сложене честице састављене од више протеина, типично 80–100 протеина по честици (организоване једним аполипопротеином Б за ЛДЛ и веће честице). Једна ЛДЛ честица, кој је пречника око 220–275 ангстрема, обично преноси 3.000 до 6.000 молекула масти по честици и варира у величини у зависности од броја и мешавине молекула масти који се налазе у њима.  Пренесени липиди укључују све молекуле масти са доминантним холестеролом, фосфолипидима и триглицеридима (при чему количине сваког значајно варирају). 
Уобичајено клиничко тумачење нивоа липида у крви је да је висок ЛДЛ повезан са повећаним ризиком од кардиоваскуларних болести и кардиоваскуларног догађаја. 

## Биохемија

### Структура
Свака нативна ЛДЛ честица омогућава емулзификацију, односно окружује масне киселине које се преносе, омогућавајући мастима да се крећу по телу унутар течности изван ћелија. 
Свака честица ЛДЛ садржи један молекул аполипопротеина Б-100 (Апо Б-100, протеин који има 4.536 аминокиселинских остатака и масу од 514 кДа ), заједно са 80 до 100 додатних помоћних протеина. 
Сваки ЛДЛ има високо хидрофобно језгро које се састоји од полинезасићене масне киселине познате као линолеат и више стотина до преко хиљадумолекула (око 1.500 се обично наводи као просек) естерификованих и неестерификованих молекула холестерола. Ово језгро такође носи различит број триглицерида и других масти и окружено је омотачем фосфолипида и неестерификованог холестерола, као и једном копијом Апо Б-100. 
ЛДЛ честице су приближно величине од 22 nm  (0,00000087 ин.) до 27,5 nm  у пречнику и имају масу од око 3 милиона далтона.  
Пошто ЛДЛ честице садрже променљив број молекула масних киселина, постоји дистрибуција масе и величине ЛДЛ честица. 
Одређивање структуре ЛДЛ био је тежак задатак због његове хетерогене структуре. Структура ЛДЛ на температури људског тела у природном стању, са резолуцијом од око 16 ангстрема коришћењем криогене електронске микроскопије, описана је тек 2011. године.

## Физиологија
ЛДЛ честице се формирају када се триглицериди уклоне из ВЛДЛ помоћу ензима липопротеин липазе (ЛПЛ) и постају мање и гушће (мање молекула масти са истом љуском за транспорт протеина), и садрже већи удео естара холестерола. 

### Транспорт у ћелију
Када је ћелијама потребан додатни холестерол (изван свог тренутног унутрашњег пута производње ХМГЦоА ), она синтетише неопходне ЛДЛ рецепторе као и ПЦСК9 , пропротеинску конвертазу која означава ЛДЛ рецептор за разградњу.  ЛДЛ рецептори се убацују у плазма мембрану и слободно дифундују док се не повежу са јамицама обложеним клатрином . Када ЛДЛ рецептори вежу ЛДЛ честице у крвотоку, обложу је клатрином и ендоцитозују се у ћелију.
Везикуле које садрже ЛДЛ рецепторе везане за ЛДЛ се испоручују у ендосом. У присуству ниског пХ , као што је онај који се налази у ендосому, ЛДЛ рецептори подлежу промени конформације, ослобађајући ЛДЛ. ЛДЛ се затим шаље у лизозом, где се естри холестерола у ЛДЛ хидролизују. ЛДЛ рецептори се обично враћају у плазма мембрану, где понављају овај циклус. Међутим, ако се ЛДЛ рецептори вежу за ПЦСК9, транспорт ЛДЛ рецептора се преусмерава на лизозом, где се разграђују. 

### Улога у урођеном имунолошком систему
ЛДЛ омета систем сенсинга кворума који регулише гене потребне за инвазивну инфекцију Стапхилоцоццус ауреус . Механизам антагонизма подразумева везивање аполипопротеина Б за феромон аутоиндуктора С. ауреус , спречавајући сигнализацију преко његовог рецептора. Мишеви са недостатком аполипопротеина Б су подложнији инвазивној бактеријској инфекцији. 

### Обрасци величине ЛДЛ
ЛДЛ се може груписати на основу његове величине: велике ЛДЛ честице ниске густине су описане као образац А , а мале ЛДЛ честице високе густине су образац Б.  Неки су повезивали образац Б са већим ризиком од коронарне болести срца .  Сматра се да је то због тога што су мање честице лакше способне да продру у ендотел артеријских зидова . Узорак И , за средњи , показује да је већина ЛДЛ честица по величини веома близу нормалним празнинама у ендотелу (26 нм). Према једној студији, величине 19,0–20,5 нм су означене као образац Б, а величине ЛДЛ-а 20,6–22 нм су означене као образац А.  Друге студије нису показале никакву такву корелацију. 
Неки докази сугеришу да је корелација између обрасца Б и коронарне болести срца јача од кореспонденције између ЛДЛ броја измереног у стандардном тесту липидног профила. Тестови за мерење ових образаца ЛДЛ подтипова били су скупљи и нису широко доступни, тако да се уобичајени тест липидног профила користи чешће. 
Такође је примећена кореспонденција између виших нивоа триглицерида и виших нивоа мањих, гушћих ЛДЛ честица и наизменично нижих нивоа триглицерида и виших нивоа већег, мање густог („узбудљивог“) ЛДЛ. 
Уз континуирано истраживање, смањење трошкова, већу доступност и шире прихватање других метода анализе подкласе липопротеина , укључујући НМР спектроскопију , истраживачке студије су наставиле да показују јачу корелацију између клинички очигледних кардиоваскуларних догађаја код људи и квантитативно измерених концентрација честица. 

### Оксидовани ЛДЛ
Оксидовани ЛДЛ је општи термин за ЛДЛ честице са оксидативно модификованим структурним компонентама. Као резултат тога, услед напада слободних радикала , и липидни и протеински делови ЛДЛ-а могу бити оксидовани у васкуларном зиду. Поред оксидативних реакција које се одвијају у васкуларном зиду, оксидовани липиди у ЛДЛ-у такође могу бити изведени из оксидованих липида у исхрани.  Познато је да се оксидовани ЛДЛ повезује са развојем атеросклерозе и стога се широко проучава као потенцијални фактор ризика за кардиоваскуларне болести .  Атерогеност оксидованог ЛДЛ-а се објашњава недостатком препознавања оксидационо модификованих ЛДЛ структура од стране ЛДЛ рецептора, спречавајући нормалан метаболизам ЛДЛ честица и доводећи на крају до развоја атеросклеротских плакова.  Од липидног материјала садржаног у ЛДЛ-у, различити производи оксидације липида познати су као крајње атерогене врсте.  Деловање као транспортер ових штетних молекула је још један механизам помоћу којег ЛДЛ може повећати ризик од атеросклерозе. 

### Стварање ЛДЛ
ЛДЛ се формирају од ЛДЛ у процесу хидролизе потоњег под дејством прво липопротеин липаза , а затим липазе јетре . Истовремено, релативни садржај триглицерида у честици значајно опада, а холестерол расте. На овај начин, ЛДЛ је завршена фаза размене ендогених (синтетизованих у јетри ) липида у телу.

## Патофизиологија ЛДЛ
ЛДЛ преноси холестерол у телу , а њихов повећан ниво може изазвати масне наслаге у зидовима крвних судова (обично у артеријама). Ниво ЛДЛ холестерола је повезан са високим ризиком од атеросклерозе и њених манифестација као што су инфаркт миокарда , мождани удар и оклузија периферне артерије . Из тог разлога, ЛДЛ холестерол се често назива "лошим холестеролом" за разлику од ХДЛ "доброг холестерола". Треба напоменути да је мали ЛДЛ холестерол више атероген него већи.
Наследни облик болести са високим нивоом ЛДЛ је наследна хиперхолестеролемија или хиперлипопротеинемија типа ИИ (разликују се типови ИИа и ИИб, класификација Фредрицксон-Леви-Лисс ).

### Чиниоци који могу утицати на ниво ЛДЛ
Чиниоце који могу утицати на ниво ЛДЛ укључују:
- Дијета - богата засићеним мастима и холестеролом повећава ниво ЛДЛ
- Прекомерна телесна тежина- утиче на већи ниво ЛДЛ и повећава ниво укупног холестерола
- Физичка неактивност-  може довести до повећања телесне тежине, што може повећати ниво ЛДЛ
- Пушење цигарета који смањује ниво ХДЛ холестерол, који помаже у уклањању ЛДЛ  из ваших артерија, и тиме може допринети порасту нивоа ЛДЛ.
- Старост и пол - утиче тако што код старијих жена и мушкарца  ниво холестерола расте. Пре менопаузе, жене имају нижи ниво укупног холестерола од мушкараца истог узраста. Након периода менопаузе, нивои ЛДЛ код жена има тенденцију раста.
- Генетика - делимично одређују количину произведеног холестерола. Па тако убог генетиски чинилаца висок ниво холестерол може бити присутан у појединим породицама. На пример, породична хиперхолестеролемија (ПХ) је наследни облик високог холестерола у крви.
- Лекови- попут стероида, неких лекова за крвни притисак и лекови за ХИВ , могу повећати ниво ЛДЛ.
- Друга медицинска стања - као што су хронична болест бубрега , дијабетес и ХИВ могу утицати на појаву вишег нивоа ЛДЛ.
- Раса или етничка припадност- код одређених расних или етничких група може утицати на повећан ризик од високог холестерола у крви. На пример, Афроамериканци обично имају виши ниво ХДЛ и ЛДЛ холестерола од Американаца беле расе, док  Американци азијског порекла имају веће нивое ЛДЛ у односу на друге групе.

## Инфестија ЛДЛ у ћелијама
Ако је ћелији потребан холестерол, она синтетише ЛДЛ-рецепторе , који се након синтезе транспортују до ћелијске мембране. У ћелијској мембрани, ЛДЛ рецептори се налазе у кавеолама које садрже клатрин. ЛДЛ који циркулишу у крви везују се за ове трансмембранске рецепторе и ћелија их ендоцитозира. Након ингестије, ЛДЛ се испоручује у ендозоме , а затим у лизозоме, где се естри холестерола хидролизују и холестерол улази у ћелију.

## Тестирање
Тестови крви обично показују ЛДЛ-Ц: количину холестерола за коју се процењује да је садржана у ЛДЛ честицама, у просеку, користећи формулу, Фридвалдову једначину . У клиничком контексту, математички израчунате процене ЛДЛ-Ц се обично користе као процена колико липопротеина ниске густине покреће напредовање атеросклерозе. Проблем са овим приступом је што вредности ЛДЛ-Ц обично нису у складу са директним мерењем ЛДЛ честица и стварним стопама прогресије атеросклерозе.
Директна мерења ЛДЛ-а су такође доступна и боље откривају појединачне проблеме, али се ређе промовишу или раде због нешто виших трошкова и доступности у само неколико лабораторија у Сједињеним Државама . У 2008. години, АДА и АЦЦ су препознали директно мерење ЛДЛ честица НМР-ом као супериорно у процени индивидуалног ризика од кардиоваскуларних догађаја. 

### Процена ЛДЛ честица преко садржаја холестерола
Хемијске мере концентрације липида су дуго биле најчешће коришћене методе за клиничко мерење ЛДЛ, не зато што имају најбољу корелацију са појединачним исходом, већ зато што су ове лабораторијске методе јефтиније и шире доступне.
Липидни профил не мери ЛДЛ честице. Он их само процењује користећи Фридвалдову једначину, одузимањем количине холестерола повезаног са другим честицама, као што су ХДЛ и ВЛДЛ, под претпоставком да се дуго гладује:
{\displaystyle L\approx C-H-kT}
где је:
- H  ХДЛ холестерол,
- L ЛДЛ холестерол,
- C  укупни холестерол,
- Т триглицериди,
- к константна вредност 0,20 ако су количине мерене у mg/dL и 0,45 ако су мерене у mmol/L.

Постоје ограничења за ову методу. То су пре свега она која захтевају да се узорци морају узети након 12 до 14 сати поста и да се ЛДЛ-Ц не може израчунати ако је триглицерид у плазми >4,52 mmol/L (400 mg/dL). Чак и при нивоима триглицерида од 2,5 до 4,5 mmol/L, ова формула се сматра нетачном.  
Ако су и нивои укупног холестерола и триглицерида повишени, онда се може користити модификована формула, са количинама у mg/dL
{\displaystyle L=C-H-0.16T}
Ова формула даје апроксимацију са приличном тачношћу за већину људи, под претпоставком да је крв узета након гладовања од око 14 сати или дуже. Међутим она не открива стварну концентрацију ЛДЛ честица јер проценат молекула масти унутар ЛДЛ честица које су холестерол варира, чак 8:1.  
Објављено је неколико формула које се баве нетачностима у процени ЛДЛ-Ц.  Нетачност је заснована на претпоставци да је ВЛДЛ-Ц (холестерол липопротеина веома ниске густине) увек једна петина концентрације триглицерида.  
Нове формуле које су недавно објављене решавају ово питање коришћењем подесивог фактора  или коришћењем регресионе једначине.  Постоји неколико студија које су упоређивале вредности ЛДЛ-Ц добијене из ове недавно објављене формуле и вредности добијене директном ензимском методом.  Утврђено је да је директна ензимска метода тачна и да мора бити тест избора у клиничким ситуацијама. У поставкама са ограниченим ресурсима, мора се размотрити могућност коришћења ове формуле. 
Међутим, концентрација ЛДЛ честица, и у мањој мери њихова величина, има јачу и конзистентну корелацију са појединачним клиничким исходом од количине холестерола у ЛДЛ честицама, чак и ако је процена ЛДЛ-Ц приближно тачна. Све је више доказа и признања вредности циљанијих и прецизнијих мерења ЛДЛ честица. Конкретно, број (концентрација) ЛДЛ честица и у мањој мери величина су показали нешто јачу корелацију са атеросклеротском прогресијом и кардиоваскуларним догађајима него што је добијено коришћењем хемијских мерења количине холестерола које носе ЛДЛ честице. Могуће је да:
- концентрација ЛДЛ холестерола  буде рерлативно ниска, а број ЛДЛ честица висок, па је и стопа кардиоваскуларних догађаја висока,

- концентрација ЛДЛ холестерола буде релативно висока, а број ЛДЛ честица низак, пе је и стопа кардиоваскуларни догађаји такође низак.

## Препоручене концентрације ЛДЛ
Препоручени нивои ЛДЛ-а развили су Америчко удружење за срце , Национални институт за здравље и НЦЕП израдили су 2003. године скуп смерница за нивое ЛДЛ холестерола наташте, процењене или измерене, и ризик од срчаних обољења, које су приказане на доњој табели:
| Ниво mg/dL | Ниво mmol/L | Интерпретација |
| ---------- | ----------- | --- |
| 25 до <50  | <1,3        | Оптимални новп ЛДЛ холестерола, нивои код здраве мале деце пре појаве атеросклеротског плака у зидовима срчаних артерија                                                                      |
| <70        | <1,.8       | Оптимални ниво ЛДЛ холестерола, који одговара нижим стопама прогресије, промовисан је као циљна опција за оне за које је познато да имају узнапредовалу симптоматску кардиоваскуларну болест. |
| <100       | <2,6        | Оптимални ново ЛДЛ холестерола, који одговара нижим, али не нултим стопама симптома код симптоматских кардиоваскуларних болести                                                               |
| 100 до 129 | 2,6 до 3,3  | Нивоа ЛДЛ близу оптималног, што одговара вишим стопама развоја симптоматских кардиоваскуларних болести                                                                                        |
| 130 до 159 | 3,3 до 4,1  | Гранични висок ниво ЛДЛ, што одговара високим стопама развоја симптоматских кардиоваскуларних болести                                                                                         |
| 160 до 199 | 4,1 до 4,9  | Висок ниво ЛДЛ, што одговара изражено високим стопама развоја симптоматских кардиоваскуларних болести                                                                                         |
| >200       | >4,9        | Веома висок ниво ЛДЛ, што одговара највишим повећаним стопама симптоматских кардиоваскуларних болести.                                                                                        |

За људе са високим ризиком од кардиоваскуларних болести, број може бити смањен на свим нивоима. Концентрације су само препоруке и развијене су на основу смањеног морталитета од кардиоваскуларних болести (мање од 2-3% годишње или 20-30% током 10 година) код ограниченог избора особа са овим нивоом ЛДЛ. Неки појединци и читаве групе људи могу имати веома високе концентрације ЛДЛ-а које нису повезане са било каквим ризиком. Утицај "лоших" нискомолекуларних липопротеина на кардиоваскуларне болести је контроверзан, према низу нових студија. 
Фактори који повећавају ниво "лошег" холестерола укључују: пушење; прекомерна тежина или гојазност, преједање; хиподинамија или недовољна физичка активност; нездрава исхрана са високим садржајем транс-масти (садржаних у делимично хидрогенизованим мастима), високим садржајем угљених хидрата у храни (нарочито лако сварљивим, попут слаткиша и кондиторских производа), недостатком влакана и пектина , липотропним факторима, полинезасићеним масним киселинама, елементи у траговима и витамини; стагнација жучи у јетри са различитим поремећајима у раду овог органа (такође доводи до холелитијазе) - јавља се код злоупотребе алкохола, неких вирусних болести, узимања неких лекова; неки ендокрини поремећаји - дијабетес мелитус , хиперсекреција инсулина , хиперсекреција хормона коре надбубрежне жлезде, недостатак тироидних хормона, полних хормона.
Повећан ниво "лошег холестерола" може се посматрати и код одређених болести јетре и бубрега, праћено кршењем биосинтезе "исправних" липопротеина у овим органима. Може бити и наследна, наследна због неких облика такозване „породичне дислипопротеинемије“. У овим случајевима, пацијентима је обично потребна посебна терапија лековима.
Фактори који снижавају ниво „лошег холестерола“ су физичко васпитање, спорт и уопште редовна физичка активност, престанак пушења и конзумирање алкохола, храна која садржи мало засићених животињских масти и лако сварљивих угљених хидрата, али је богата влакнима, полинезасићене масне киселине, липотропни фактори. (метионин, холин, лецитин), витамини и елементи у траговима.

## Методе за нормализацију нивоа ЛДЛ
У комплексној терапији која има за циљ смањење концентрације ЛДЛ  примењују су хигијенско дијететске и медикаментозне методе

### Хигијенско дијететске методе
У хигијенско дијететске метод за нормализацију ЛДЛ холестерола спадају:
- Смањење уноса калорија, који подразумева унос ограничене количине засићених и транс масти.
- Исхрана са мало животињских масти и лако сварљивим угљеним хидратима
- Одустајање од употребе пржене хране, злоупотребе алкохола (више од 24 г у смислу чистог алкохола дневно)  , цигарета  .
- Исхрана храном која садржи полинезасићене масне киселине (Омега-3), свеже поврће, воће, зачинско биље, махунарке.
- Редовно вежбање (физичка активност)
- Избегавање стреса
- Одржавати оптималне телесне тежине (губитак телесне тежине може помоћи у смањењу нивоа ЛДЛ).

Према мишљењу стручњака, лечење поремећаја метаболизма липида треба да почне елиминацијом фактора ризика и дијетом за снижавање холестерола, која се као облик монотерапије може применити само ако је пацијент спреман да је прати до краја живота.У противно  терапију треба допунити медикаментима. 

### Медикаменти за снижавање ЛДЛ
У медицини се за исправљање поремећаја метаболизма липида користи пет главних класа лекова:
- Инхибитори метилглутарил-ЦоА редуктазе („статини“): у које спадају симвастатин, ловастатин, правастатин, флувастатин, аторвастатин, церивастатин, росувастатин, питавастатин.
- Фибрати: клофибрат, безафибрат, клофибрат алуминијум, гемфиброзил, фенофибрат, симфибрат, ронифибрат, ципрофибрат, етофибрат, клофибрид.[6]
- Супстанце које повећавају лучење жучних киселина: холестирамин, холестипол, колекстран, колесевелам.
- Један од лекова за снижавањање липидаНиацин и деривати никотинске киселине: ницеритрол, ниацин (никотинска киселина), никофураноза, алуминијум никотинат, никотински алкохол (пиридилкарбинол), аципимокс.[7]
- Остали лекови за снижавање липида и биљни препарати: екстракти трибулуса пузавог, декстротироксина, пробукола, тиаденол, бенфлуорекс, меглутол, омега-3 масне киселине,[8] магнезијум пиридоксал 5-фосфат глутамат, езетимиб.

Индикација за терапију лековима је неефикасност немедикаментне терапије (дијете) која је доследно спроведена у року од три месеца. Истовремено, употреба лекова за снижавање липида не значи одустајање од дијете. Напротив, било која терапија лековима за поремећаје метаболизма липида биће ефикасна само ако се поштује дијета којљ подразумева унос ограничене количине засићених и транс масти.